# Prameny
Prameny är en ort i Tjeckien.   Den ligger i regionen Karlovy Vary, i den västra delen av landet, 120 km väster om huvudstaden Prag. Prameny ligger 725 meter över havet och antalet invånare är 149.
Terrängen runt Prameny är kuperad åt nordväst, men åt sydost är den platt. Terrängen runt Prameny sluttar österut. Runt Prameny är det glesbefolkat, med 9 invånare per kvadratkilometer. Närmaste större samhälle är Sokolov, 16,0 km norr om Prameny. I omgivningarna runt Prameny växer i huvudsak blandskog.